# Sayanim
Sayanim (en hebreu: סייענים, 'col·laboradors') segons l'escriptor i antic agent de camp del Mossad, Victor Ostrovsky, és el mot que es fa servir per anomenar al jueu que viu fora d'Israel com a ciutadà estranger, i que voluntàriament proporciona assistència al Mossad. Aquesta assistència inclou cures mèdiques, diners, logística i fins i tot recopilació d'informació. A canvi només reben una compensació per les despeses que aquestes tasques li poguessin suposar. El seu nombre oficial és desconegut, però s'estima que el nombre de sayanim escampats pel món podria ser de milers. L'existència d'aquest gran grup de voluntaris és una de les raons per les quals el Mossad opera amb menys oficials d'intel·ligència que altres serveis d'espionatge.